# Travnik
Travnik (en cyrillique : Травник) est une ville et une municipalité de Bosnie-Herzégovine située dans le canton de Bosnie centrale et dans la fédération de Bosnie-et-Herzégovine. Selon les premiers résultats du recensement bosnien de 2013, la ville intra muros compte 16 534 habitants et la municipalité 57 543.
Travnik est le chef-lieu du canton de Bosnie centrale.

## Géographie
Travnik est située à 80 km à l'ouest de Sarajevo. La ville s'élève à une altitude de 530 m. Elle est entourée par les monts Vilenica et Vlašić (1 943 m) ; cette dernière montagne est inscrite sur la liste provisoire des monuments nationaux de Bosnie-Herzégovine.

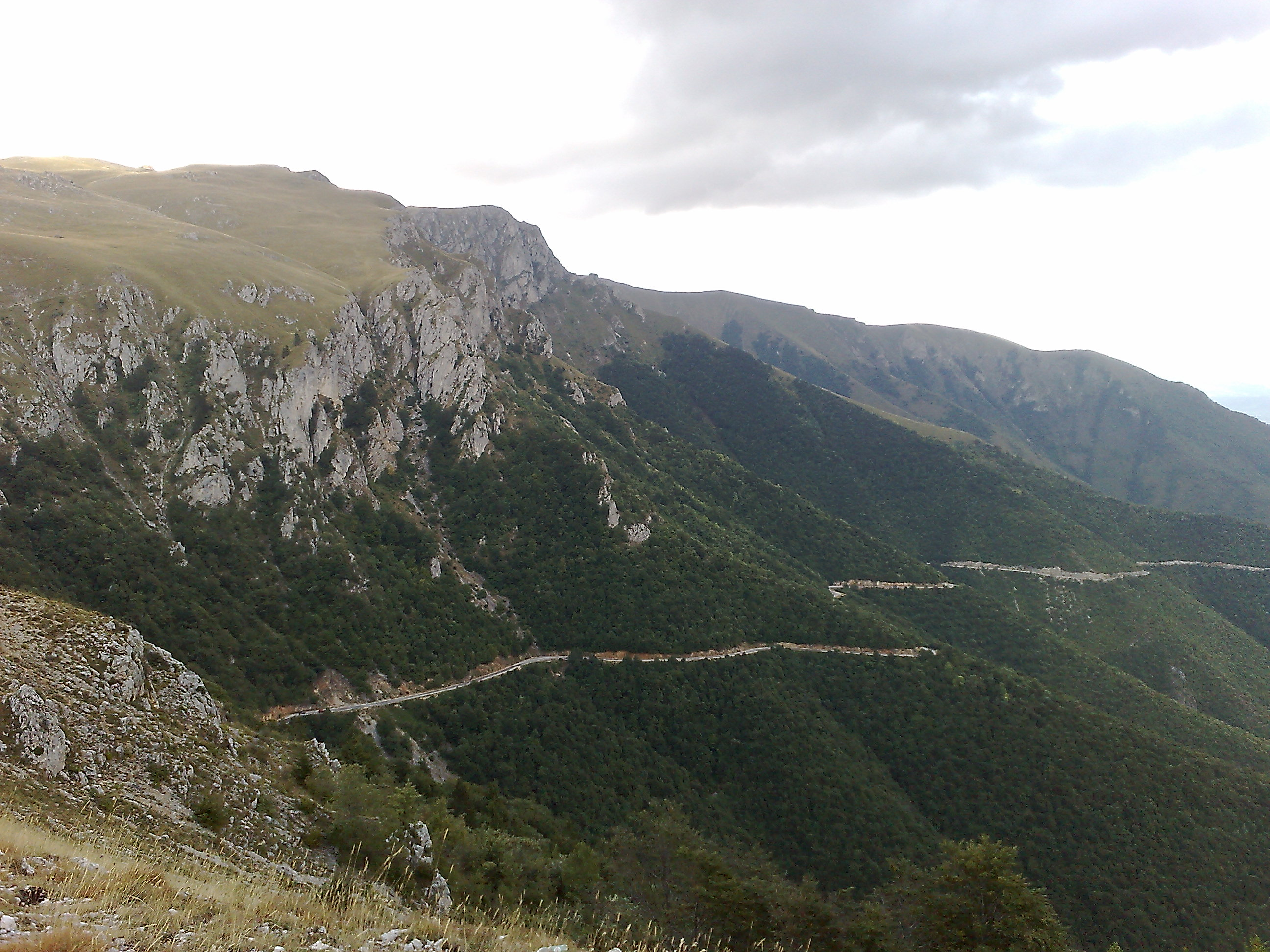
Le mont Vlašić

La rivière Lašva traverse la municipalité, coulant d'ouest en est avant de rejoindre la Bosna. La ville de Travnik proprement dite se trouve dans la plaine de la Lašva, qui relie la vallée de la Bosna à l'est à celle du Vrbas à l'ouest.

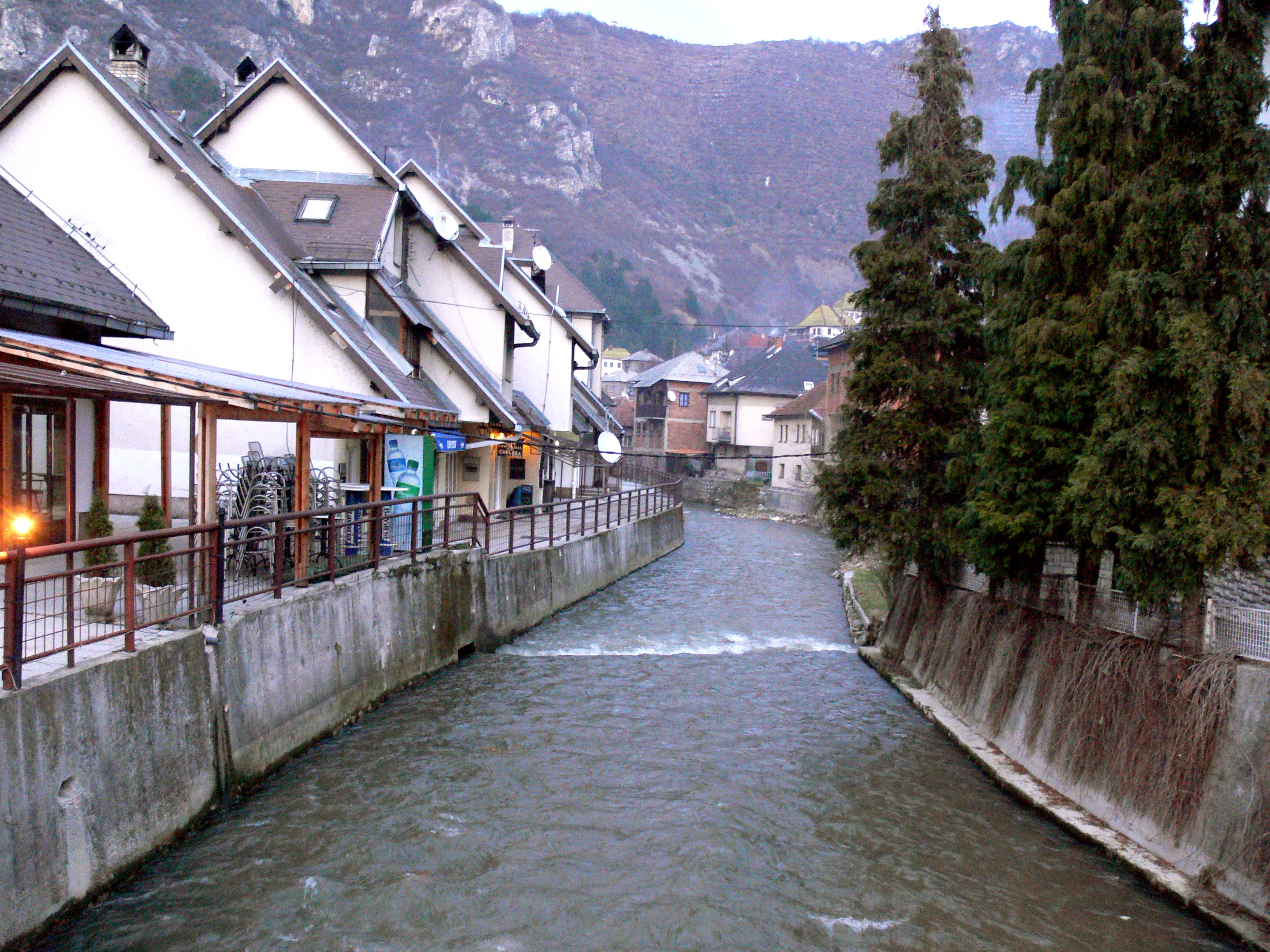
La Lašva à Travnik

La municipalité de Travnik est entourée par celles de Bugojno, Novi Travnik et Vitez au sud, Zenica à l'est, Jajce et Donji Vakuf à l'ouest, Teslić, Kotor Varoš et Kneževo au nord, ces trois dernières localités étant rattachées à la république serbe de Bosnie.

## Climat
Le climat de Travnik est de type tempéré froid, avec une température moyenne annuelle de 10,2 °C ; juillet est le mois le plus chaud de l'année, avec une moyenne de 20,2 °C. Le mois le plus froid est janvier avec une moyenne de −0,7 °C. La moyenne des précipitations annuelles est de 917 mm/m2, avec les précipitations mensuelles les plus faibles en mars et les plus élevées en novembre.
| Mois                                 | Janv | Fév  | Mars | Avr  | Mai  | Juin | Juil | Août | Sept | Oct  | Nov | Déc  | Année |
| ------------------------------------ | ---- | ---- | ---- | ---- | ---- | ---- | ---- | ---- | ---- | ---- | --- | ---- | ----- |
| Températures maximales moyennes (°C) | 2,5  | 5,6  | 10,6 | 15,5 | 20,5 | 24,2 | 26,6 | 26,2 | 22,1 | 15,6 | 8,9 | 4,0  |       |
| Températures moyennes (°C)           | -0,7 | 1,6  | 5,8  | 10,2 | 14,8 | 18,4 | 20,2 | 19,6 | 15,8 | 10,6 | 5,4 | 1,1  | 10,2  |
| Températures minimales moyennes (°C) | -3,8 | -2,4 | 1,0  | 5,0  | 9,2  | 12,6 | 13,8 | 13,1 | 9,6  | 5,7  | 2,0 | -1,7 |       |
| Précipitations moyennes (mm)         | 61   | 64   | 59   | 71   | 85   | 87   | 73   | 71   | 70   | 82   | 104 | 90   | 917   |

## Histoire
Sous l'Empire ottoman, Travnik était le chef-lieu du pachalik de Bosnie de 1580 à 1833, puis de nouveau de 1839/40 à 1851.

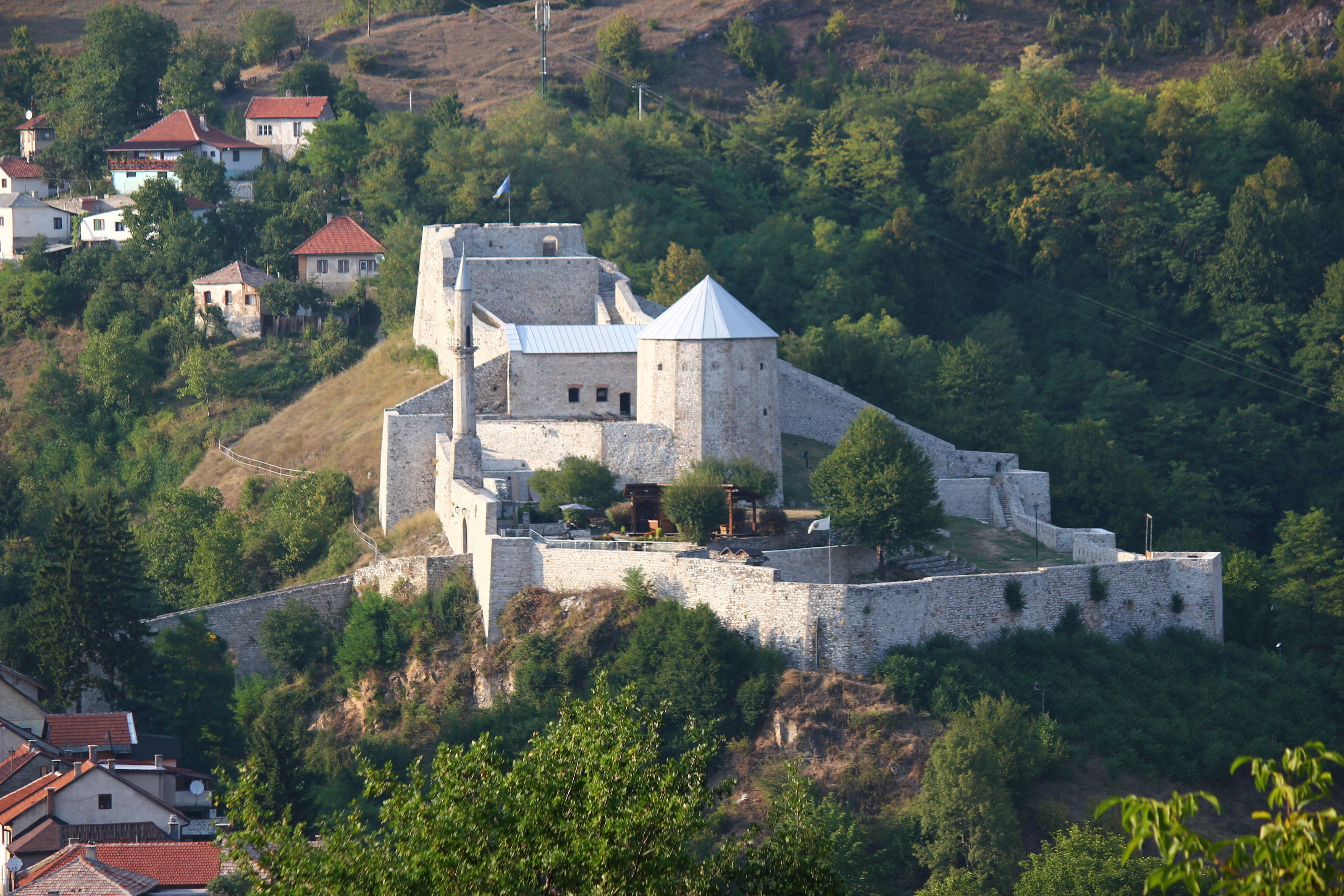
La forteresse de Travnik

Après la défaite de l'Empire ottoman dans la guerre russo-turque de 1877-1878 et à la suite du congrès de Berlin, la Bosnie et l'Herzégovine furent placées sous le contrôle de l'Autriche-Hongrie en 1878, jusqu'à la création du royaume des Serbes, Croates et Slovènes en 1918.

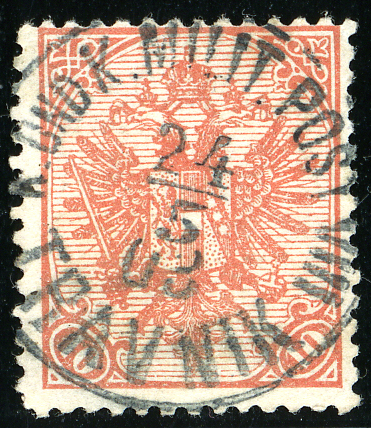
Timbre de Bosnie-Herzégovine, oblitération militaire K.und K.MILIT.POST VIII TRAVNIK en 1903.

Après la guerre de Bosnie-Herzégovine et à la suite des accords de Dayton (1995), la municipalité de Travnik a été rattachée à la fédération de Bosnie-et-Herzégovine et quelques localités ont été intégrées à la république serbe de Bosnie.

## Localités

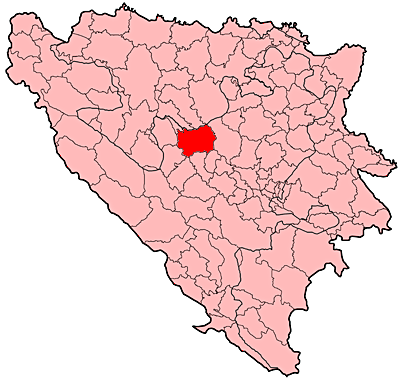
Localisation de la municipalité de Travnik en Bosnie-Herzégovine

La municipalité de Travnik compte 90 localités :
| - Bačvice - Bandol - Bijelo Bučje - Bilići - Brajići - Brajkovići - Brankovac - Čifluk - Čosići - Čukle - Dolac - Dolac na Lašvi - Donja Trebeuša - Donje Krčevine - Donji Korićani | - Dub - Đelilovac - Fazlići - Gladnik - Gluha Bukovica - Goleš - Gornja Trebeuša - Gornje Krčevine - Gornji Korićani - Gradina - Grahovčići - Grahovik - Guča Gora - Hamandžići - Han Bila | - Jezerci - Kljaci - Kokošari - Komar - Kraljevice - Krpeljići - Kruševo Brdo I - Kruševo Brdo II - Kula - Kundići - Lovrići - Mala Bukovica - Maline - Miletići - Miškića Brdo | - Mosor - Mudrike - Nova Bila - Orahovo - Orašac - Orlice - Ovčarevo - Paklarevo - Podkraj - Podovi - Podstinje - Pokrajčići - Poljanice - Polje Slavka Gavrančića - Prići | - Pulac - Putićevo - Radića Brdo - Radojčići - Radonjići - Ričice - Runjići - Sažići - Sečevo - Seferi - Selići - Skomorje - Slimena - Suhi Dol - Šešići | - Šipovik - Šišava - Travnik - Turbe - Turići - Varošluk - Velika Bukovica - Vidoševići - Vilenica - Višnjevo - Vitovlje - Vlahovići - Vranići - Zagrađe - Zaselje |

## Démographie

### Villeintra muros

#### Évolution historique de la population dans la villeintra muros
| 1948 | 1953 | 1961   | 1971   | 1981   | 1991   | 2013   |
| ---- | ---- | ------ | ------ | ------ | ------ | ------ |
| -    | -    | 10 225 | 12 977 | 15 888 | 19 041 | 16 534 |

|  |

### Municipalité

#### Évolution historique de la population dans la municipalité
| 1961   | 1971   | 1981   | 1991   | 2013   |
| ------ | ------ | ------ | ------ | ------ |
| 47 857 | 55 822 | 64 100 | 70 747 | 57 543 |

#### Répartition de la population par nationalités dans la municipalité (1991)
En 1991, sur un total de 70 747 habitants, la population se répartissait de la manière suivante :

## Politique
À la suite des élections locales de 2012, les 31 sièges de l'assemblée municipale se répartissaient de la manière suivante :
| Parti                                                               | Sièges |
| ------------------------------------------------------------------- | ------ |
| Parti d'action démocratique (SDA)                                   | 11     |
| Coalition croate pour Travnik (HDZ BiH-HDZ 1990-HSS BiH-NHI )       | 7      |
| Parti social-démocrate (SDP)                                        | 5      |
| Alliance pour un meilleur avenir de la Bosnie-Herzégovine (SBB BiH) | 4      |
| Parti pour la Bosnie-Herzégovine (SBiH)                             | 2      |
| Liste croate pour Travnik (HSS-Stjepan Radić-HSP BiH)               | 1      |
| Coalition pour Travnik (SPU BiH-LDS BiH )                           | 1      |

Admir Hadžiemrić, membre du Parti d'action démocratique (SDA), a été élu maire de la municipalité,.

## Architecture

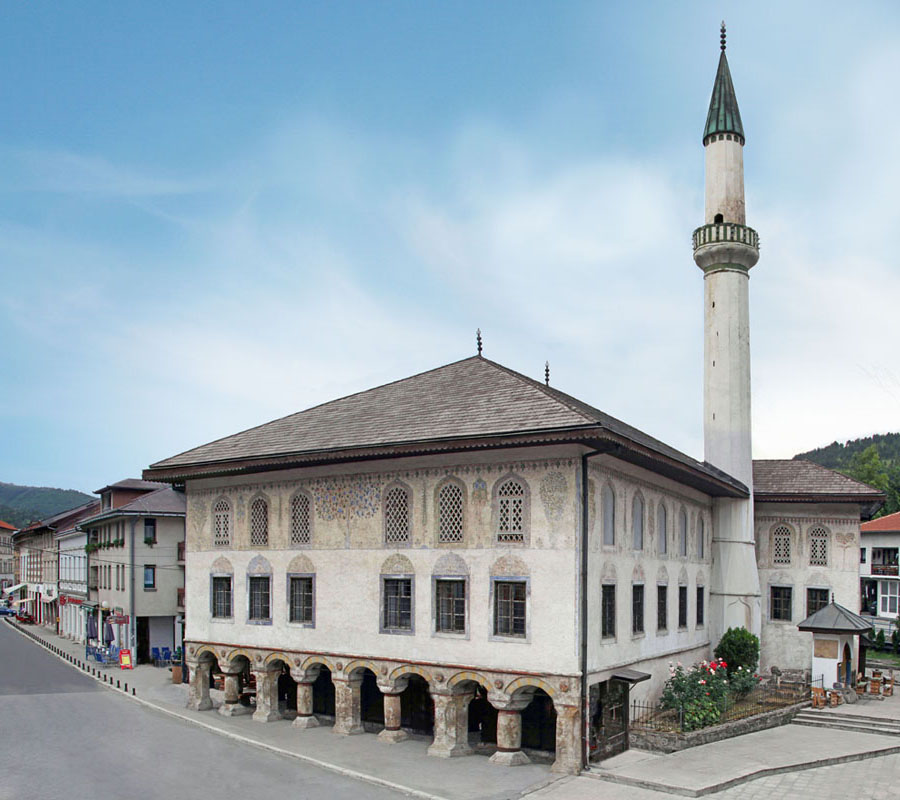
La mosquée Šarena

La ville abrite plusieurs monuments nationaux, parmi lesquels on peut citer :
- la forteresse, Moyen Âge, période ottomane[10] ;
- la mosquée Šarena (Sulejmanija džamija), construite en 1815-1816 inscrite avec son sadirvan (fontaine), une fontaine d'eau potable, des boutiques et 2 manuscrits du Coran[11] ;
- la mosquée de Hasan-aga (Jeni džamija), construite en 1549, inscrite avec un turbe et plusieurs nişans (stèles ottomanes)  [12]
- la tour de l'Horloge de Musala, construite après 1660[13]
- la médersa d'Elči Ibrahim-pacha, fondée en 1705[14] ;
- la mosquée de Hadži Ali-bey (Džamija u Gornjoj čaršiji), construite au XVIIIe siècle ; elle est inscrite avec sa tour de l'Horloge[15] ;
- l'église de la Dormition-de-la-Mère-de-Dieu, une église orthodoxe serbe construite en 1854[16] ;
- le bâtiment de l'ancien couvent des Sœurs de la Miséricorde, XIXe siècle[17] ;
- l'école de musique, construite en 1903[18] ;
- le mess des officiers, 1906[19] ;
- l'église Saint-Jean-Baptiste, une église catholique[20] ;
- le collège des Jésuites[21] ;
- la mosquée Lukačka[22] ;
- la Varoška džamija[23].

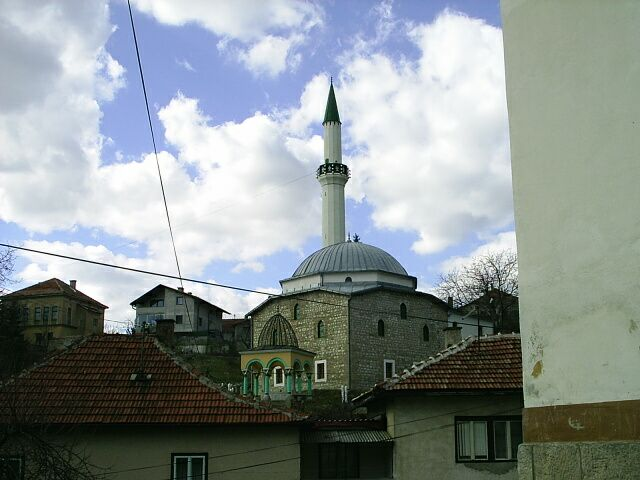
La mosquée de Hasan-aga
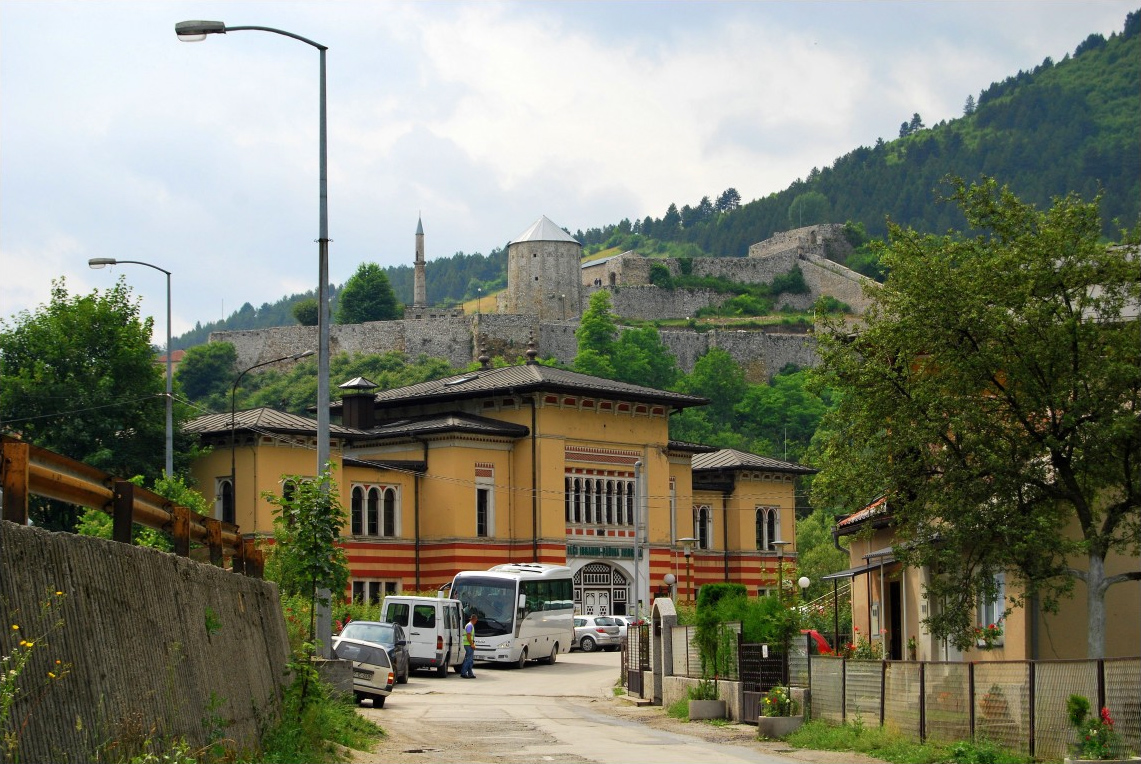
La médersa d'Elči Ibrahim-pacha
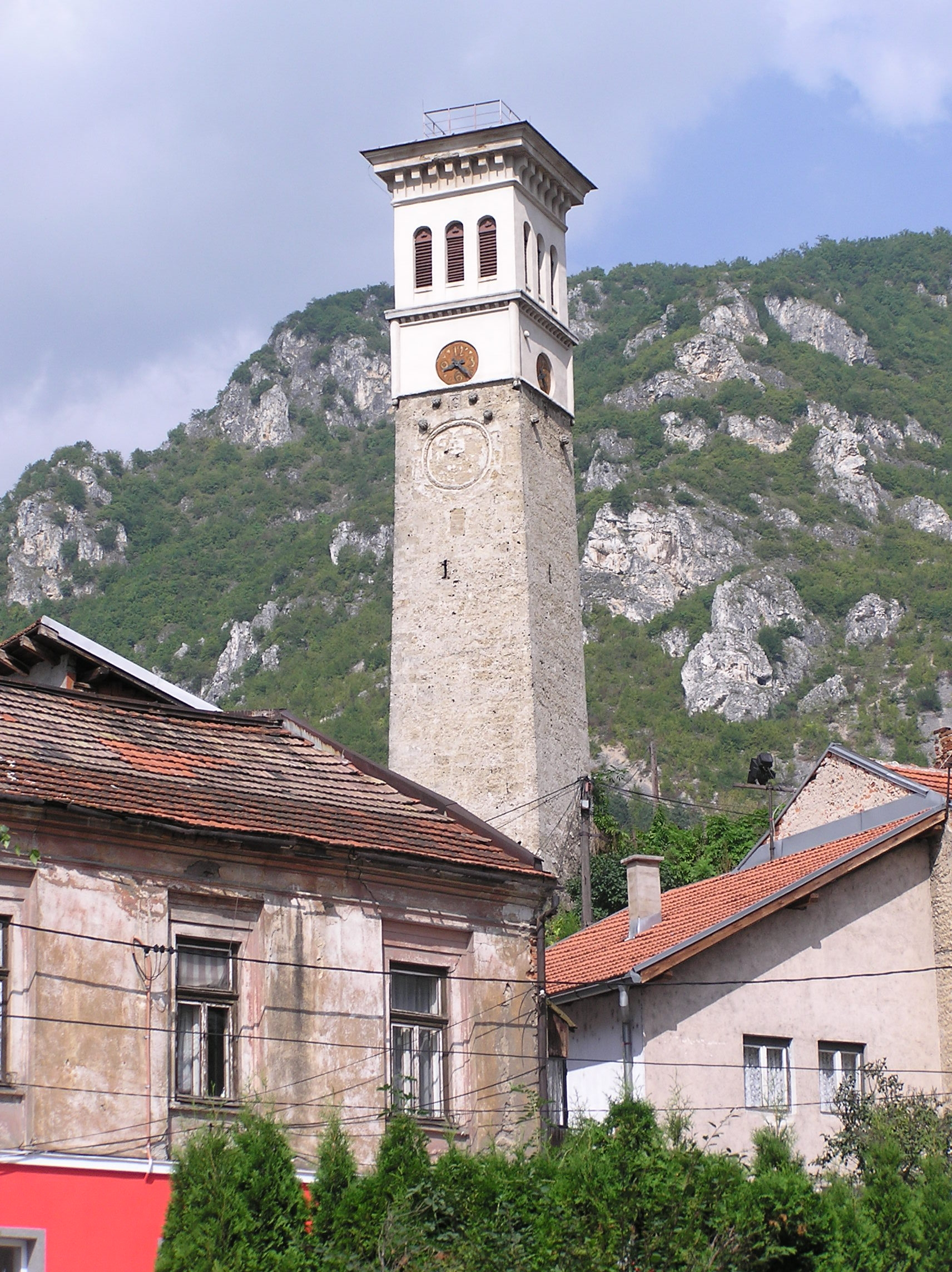
La Tour de l'Horloge de Musala
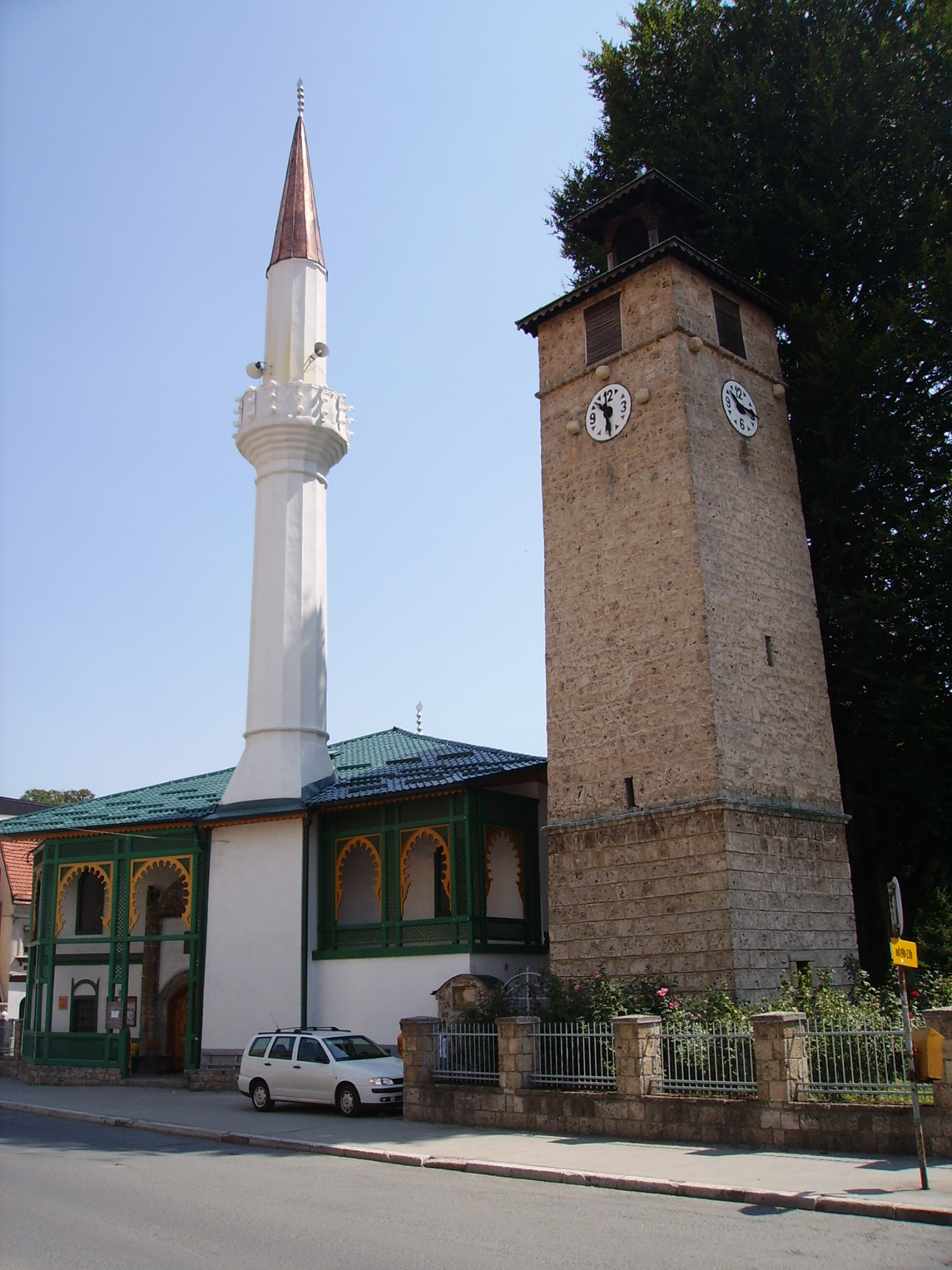
La mosquée de Hadži Ali-bey
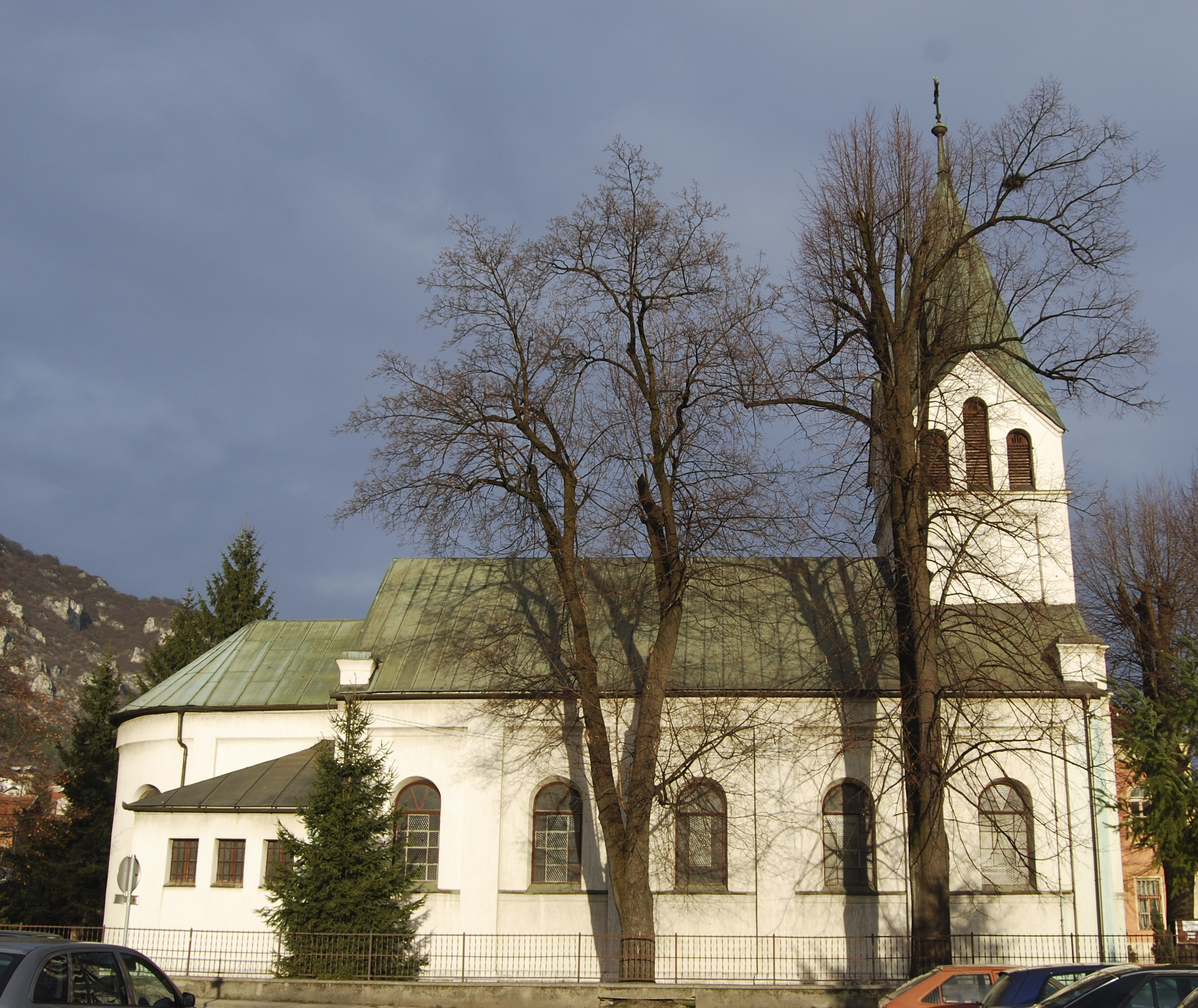
L'église Saint-Jean-Baptiste

## Sport
Travnik possède un club de football, le NK Travnik.

## Tourisme

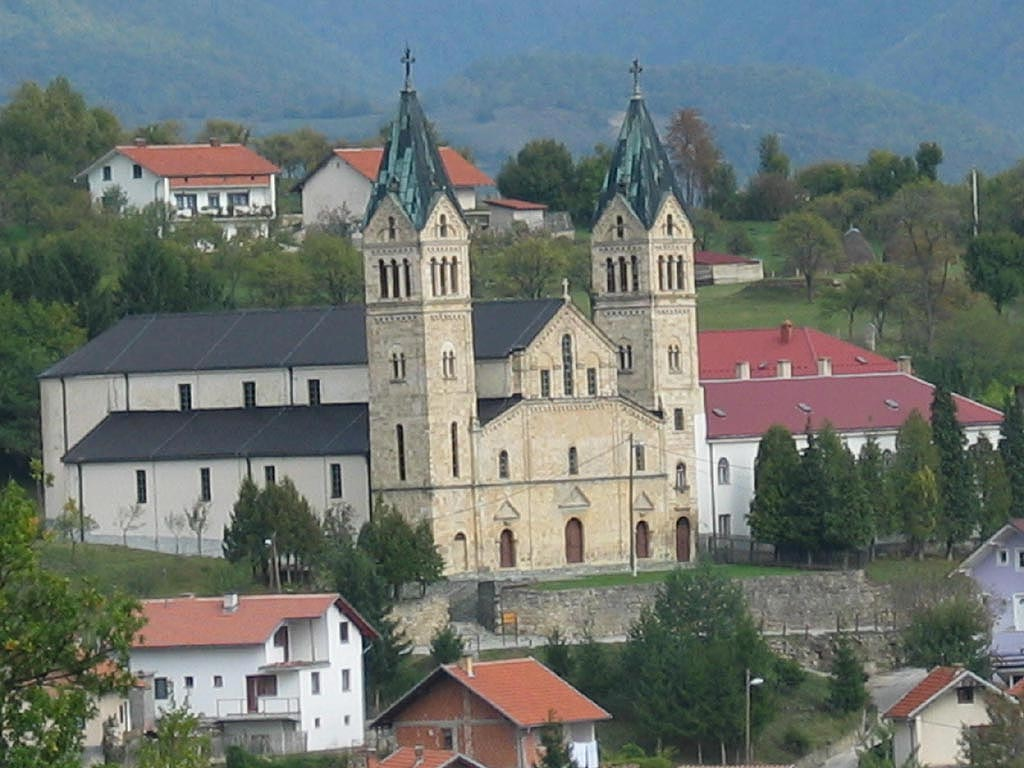
Le couvent franciscain de Guča Gora

En plus des monuments nationaux de la ville intra muros, le territoire abrite d'autres sites classés :
- le site archéologique de Nebo à Han Bila, dont les découvertes remontent à la culture de Butmir (5 100-4 500 av. J.C.)[24] ;
- le site archéologique de Crkvina à Varošluk, qui abrite les vestiges d'une localité romaine et ceux d'une basilique remontant à l'Antiquité tardive[25] ;
- le turbe d'Ibrahim l'Ancien à Dolac, remontant à la période ottomane[26] ;
- l'église catholique de l'Assomption de Dolac[27] ;
- l'église Saint-Michel d'Ovčarevo, une église catholique qui remonte à la fin du XIXe siècle[28] ;
- le couvent franciscain de Guča Gora, fondé en 1859[29] ;
- le cimetière de Guča Gora[30].

## Personnalités
- Ivo Andrić, Prix Nobel de littérature, auteur d'un ouvrage (La Chronique de Travnik) sur la difficile coexistence des différentes communautés de cette ville.
- Mirosław Ferić (1915-1942), pilote de chasse polonais, as de la Seconde Guerre mondiale.
- Miroslav Blažević (1935-2023), joueur de football croate.
- Batalo
- Muharem Bazdulj, écrivain
- Miroslav Bilać, peintre
- Miroslav Blažević Ćiro
- Srebrenka Jurinac, cantatrice
- Seid Memić Vajta, chanteur de pop
- Josip Pejaković  , dramaturge
- Krunoslav Draganović, ecclésiastique organisateur de réseaux d'exfiltration nazis
- Solomun, artiste de la scène électronique

## Coopération internationale

### Jumelages
La ville de Travnik est jumelée avec :
- Leipzig (Allemagne) depuis le 2 mai 2003
- Kırıkkale (Turquie) depuis le 7 avril 2010
- Yalova (Turquie) depuis le 24 octobre 2011
- Police nad Metují (Tchéquie) depuis le 20 mars 2012
- Izmit (Turquie)
- Karpoch (Macédoine du Nord)

## Échanges
Des protocoles d'échanges ont été signés avec :
- Pendik (Turquie)[Lequel ?]
- Igualada (Espagne)
- Martinska Ves (Croatie)
- Križevci (Croatie)